# Ana Rosa Tornero
Ana Rosa Tornero (1907–1984) est une écrivaine, journaliste, réformatrice sociale et féministe bolivienne. Elle publie le premier magazine féministe de son pays Ideal Femenino et participe à la création de la première organisation féministe, El Ateneo Femenino.

## Biographie
Ana Rosa Tornero naît en 1907 à La Paz. Dès les années 1920, elle est professeur de philosophie et de lettres, puis directrice de l'école María Josefa Mujía, de l'école professionnelle à Sucre, de l’école professionnelle Uruguay à La Paz (1932) et enfin du lycée Zamudio à Cochabamba. Elle épouse Roberto Bilbao la Vieja, un professeur, avec qui elle aura un fils.
Elle est l'éditeur d'abord du journal El Norte puis de El Diario de La Paz. En 1922, elle fonde le premier magazine féminin du pays Ideal Femenino et devient la directrice de l’association Centro Ideal Femenino. Elle participe en 1923, avec d'autres professeurs, journalistes et artistes, à la création du premier groupe féministe bolivien El Ateneo Femenino dont l'objectif est d'obtenir l'égalité civile et politique. Elle dirige et écrit pour le magazine de l'association Eco Femenino. Elle représente l'association et son pays à la Seconde Conférence Panaméricaine des femmes à Lima de 1924 et à la Ligue ibérique hispano-américaine au Mexique de 1925.
Avec Jael Oropeza, elle participe à la Conférence Internationale des femmes réunie à Montevideo en 1933 pour tenter d'harmoniser les luttes pour les droits des femmes d'Amérique du Sud. 
Lors de la guerre du Chaco entre la Bolivie et le Paraguay, elle crée des brigades féminines qui apportent secours et matériel de première nécessité aux soldats au front. Elle organise des manifestations, des conférences et devient correspondante de guerre pour El Diario de La Paz. Pour sa mobilisation, le gouvernement la nomme Chevalier du Mérite Militaire.
En 1944 elle était chargée de la Commission Civique de la « Fédération de Sociétés Culturelles Féminines ». Puis, en 1947, elle dirige la conférence sur les droits humains du Premier congrès interaméricain des femmes à Guatemala City. 
Tornero meurt le 27 février 1984 à Albuquerque.